# Крутоярівська сільська рада (Білгород-Дністровський район)
Крутоя́рівська сільська́ ра́да — колишня адміністративно-територіальна одиниця та орган місцевого самоврядування в Білгород-Дністровському районі Одеської області. Адміністративний центр — село Крутоярівка.

## Загальні відомості
Крутоярівська сільська рада утворена в 1965 році.
- Територія ради: 44,441 км²
- Населення ради: 1 933 особи (станом на 2001 рік)

## Населені пункти
Сільській раді були підпорядковані населені пункти:
- с. Крутоярівка

## Населення
Згідно з переписом 1989 року населення сільської ради становило 1979 осіб, з яких 931 чоловік та 1048 жінок.
За переписом населення 2001 року в сільській раді мешкало 1930 осіб.

### Мова
Розподіл населення за рідною мовою за даними перепису 2001 року:
| Мова       | Відсоток |
| ---------- | -------- |
| молдовська | 92,71 %  |
| російська  | 4,35 %   |
| румунська  | 1,45 %   |
| українська | 1,29 %   |
| білоруська | 0,05 %   |
| болгарська | 0,05 %   |

## Склад ради
Рада складалася з 16 депутатів та голови.
- Голова ради:
- Секретар ради: Руссу Дойна Миколаївна

### Депутати
За результатами місцевих виборів 2010 року депутатами ради стали:

#### За суб'єктами висування
| Суб'єкт висування | Кількість обраних депутатів | %   |
| ----------------- | --------------------------- | --- |
| Партія регіонів   | 16                          | 100 |

#### За округами
| № округу        | Прізвище, ім'я, по батькові   | Дата визнання обраним | Освіта             | Партійна приналежність | Відомості про обраного депутата                                   |
| --------------- | ----------------------------- | --------------------- | ------------------ | ---------------------- | ----------------------------------------------------------------- |
| Партія регіонів |                               |                       |                    |                        |                                                                   |
| 1               | Максим Світлана Іванівна      | 02.11.2010            | вища               | член Партії регіонів   | Крутоярівська сільська рада, секретар                             |
| 2               | Продан Дар'я Кузьмінівна      | 02.11.2010            | середня спеціальна | член Партії регіонів   | тимчасово не працює                                               |
| 3               | Сирбу Григорій Олексійович    | 02.11.2010            | середня спеціальна | член Партії регіонів   | тимчасово не працює                                               |
| 4               | Перепелиця Лариса Миколаївна  | 02.11.2010            | середня спеціальна | член Партії регіонів   | фельдшерсько-акушерський пункт, медсестра                         |
| 5               | Сирбу Любов Григорівна        | 02.11.2010            | середня спеціальна | член Партії регіонів   | Крутоярівська загальноосвітня школа І-ІІІ ст., вчитель            |
| 6               | Карауш Любов Григорівна       | 02.11.2010            | середня спеціальна | член Партії регіонів   | пенсіонер                                                         |
| 7               | Паскар Юрій Іванович          | 02.11.2010            | вища               | член Партії регіонів   | Крутоярівська сільська рада, землевпорядник                       |
| 8               | Райлян Олена Анатоліївна      | 02.11.2010            | середня спеціальна | член Партії регіонів   | ООО «Старокозацький сир», головний бухгалтер                      |
| 9               | Руссу Дойна Миколаївна        | 02.11.2010            | середня спеціальна | член Партії регіонів   | Крутоярівська загальноосвітня школа І-ІІІ ст., соціальний педагог |
| 10              | Присекар Володимир Васильович | 02.11.2010            | вища               | член Партії регіонів   | пенсіонер                                                         |
| 11              | Борш Павло Васильович         | 02.11.2010            | вища               | член Партії регіонів   | с. Крутоярівка, орендатор                                         |
| 12              | Сирбу Тамара Вікторівна       | 02.11.2010            | середня спеціальна | член Партії регіонів   | Білгород-Дністровський РПО, робітник                              |
| 13              | Ворніческу Іван Пилипович     | 02.11.2010            | середня спеціальна | член Партії регіонів   | с. Крутоярівка, орендатор                                         |
| 14              | Клашевич Іван Степанович      | 02.11.2010            | середня спеціальна | член Партії регіонів   | в/ч 2197, старшина                                                |
| 15              | Карпач Олександр Васильович   | 02.11.2010            | середня спеціальна | член Партії регіонів   | тимчасово не працює                                               |
| 16              | Берегой Світлана Миколаївна   | 02.11.2010            | вища               | член Партії регіонів   | Крутоярівська сільська рада, секретар                             |